# 13806 Darmstrong
13806 Darmstrong è un asteroide della fascia principale. Scoperto nel 1998, presenta un'orbita caratterizzata da un semiasse maggiore pari a 2,9339110 UA e da un'eccentricità di 0,0839572, inclinata di 3,06724° rispetto all'eclittica.